# Leptobrachella picta
Leptobrachella picta — вид жаб родини азійських часничниць (Megophryidae). 

## Поширення
Вид поширений на півночі острова Калімантан на території Малайзії, Брунею та Індонезії. Мешкає у вологих гірських та низинних лісах.  Більшість спостережень видуприпадає на штат Сабах (Малайзія), але він також відомий з північно-східного Індонезійського Калімантану (провінція Північний Калімантан), північно-східного Саравака (Малайзія) та національного парку Улу Тембуронг в Брунеї.

## Оригінальна публікація
- Malkmus, 1992 : Leptolalax pictus sp. n. (Anura: Pelobatidae) vom Mount Kinabalu/Nord-Borneo. Sauria, Berlin, vol. 14, No. 3, P..